# Associazione Sportiva Cosenza 1965-1966
Questa pagina raccoglie le informazioni riguardanti l'Associazione Sportiva Cosenza nelle competizioni ufficiali della stagione 1965-1966.

## Rosa
| N. |                   | Ruolo | Calciatore         |
| -- | ----------------- | ----- | ------------------ |
|    | Italia (bandiera) | A     | Amedeo Balestrieri |
|    | Italia (bandiera) | C     | Renzo Brotini      |
|    | Italia (bandiera) | A     | Salvatore Bua      |
|    | Italia (bandiera) | A     | Renato Campanini   |
|    | Italia (bandiera) | C     | Bruno Cantone      |
|    | Italia (bandiera) | C     | Mario Carelli      |
|    | Italia (bandiera) | P     | Alberto Corti      |
|    | Italia (bandiera) | D     | Giuseppe Faggio    |
|    | Italia (bandiera) | C     | Saverio Fera       |
|    | Italia (bandiera) | A     | Rolando Gramoglia  |
|    | Italia (bandiera) | C     | Emanuele Imbesi    |

| N. |                   | Ruolo | Calciatore         |
| -- | ----------------- | ----- | ------------------ |
|    | Italia (bandiera) |       | Manciagli          |
|    | Italia (bandiera) | A     | Franco Marmiroli   |
|    | Italia (bandiera) | A     | Franco Marongiu    |
|    | Italia (bandiera) | D     | Francesco Millea   |
|    | Italia (bandiera) | D     | Enrico Nicchi      |
|    | Italia (bandiera) | C     | Francesco Pozzobon |
|    | Italia (bandiera) | C     | Mario Rapetti      |
|    | Italia (bandiera) | A     | Fortunato Redi     |
|    | Italia (bandiera) | C     | Nicola Ruggiero    |
|    | Italia (bandiera) | D     | Antonio Vita       |